# Hydaticus suffusus
Hydaticus suffusus är en skalbaggsart som beskrevs av Régimbart 1892. Hydaticus suffusus ingår i släktet Hydaticus och familjen dykare. Inga underarter finns listade i Catalogue of Life.